# Lofton R. Henderson

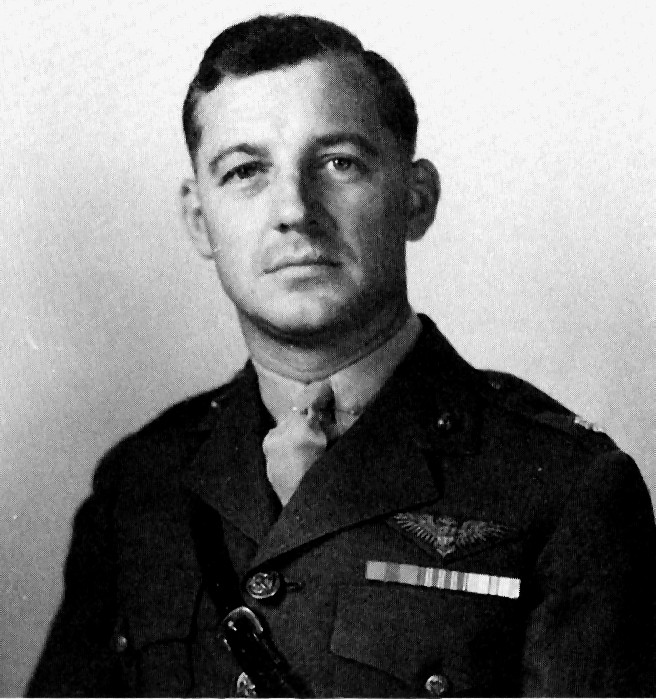

Lofton R. Henderson (24 de mayo de 1903 - 4 de junio de 1942) fue un aviador del Cuerpo de Marines de los Estados Unidos durante la Segunda Guerra Mundial. Fue el comandante del Marine Scout Bombing Squadron 241 (VMSB-241) en la Batalla de Midway. Fue reconocido como el primero aviador de la infantería de marina estadounidense muerto durante la Campaña del Pacífico cuando lideraba su escuadrón para atacar las fuerzas de transporte japonesas.
Durante la campaña de Guadalcanal, la Batalla por el Campo Henderson se libró por la posesión del aeródromo bautizado en su honor (Campo Henderson).